# María del Carmen Fernández-Carvajal
María del Carmen Fernández-Carvajal Álvarez ( 1951) es una botánica, ecóloga, fitogeógrafa española, que se desempeña como profesora en el Departamento de Botánica, de la Universidad de Oviedo.

## Algunas publicaciones

### Libros
- Tomás E. Díaz González, María del Carmen Fernández-Carvajal Álvarez, José Antonio Fernández Prieto. 2004. Curso de botánica. Volumen 1 de Trea ciencias. 574 pp. ISBN	8497041135

- Tomás Emilio Díaz González, José Antonio Fernández Prieto, María del Carmen Fernández-Carvajal Álvarez. 2002. Curso de botánica. Volumen 1 de Trea ciencias. Ed. Trea. 574 pp. ISBN 8497041135

## Honores
- Vicedecana de la Facultad de Biología, Univ. de Oviedo[2]

- La abreviatura «Fern.-Carv.» se emplea para indicar a María del Carmen Fernández-Carvajal como autoridad en la descripción y clasificación científica de los vegetales.[3]